# ذعرة الربيع

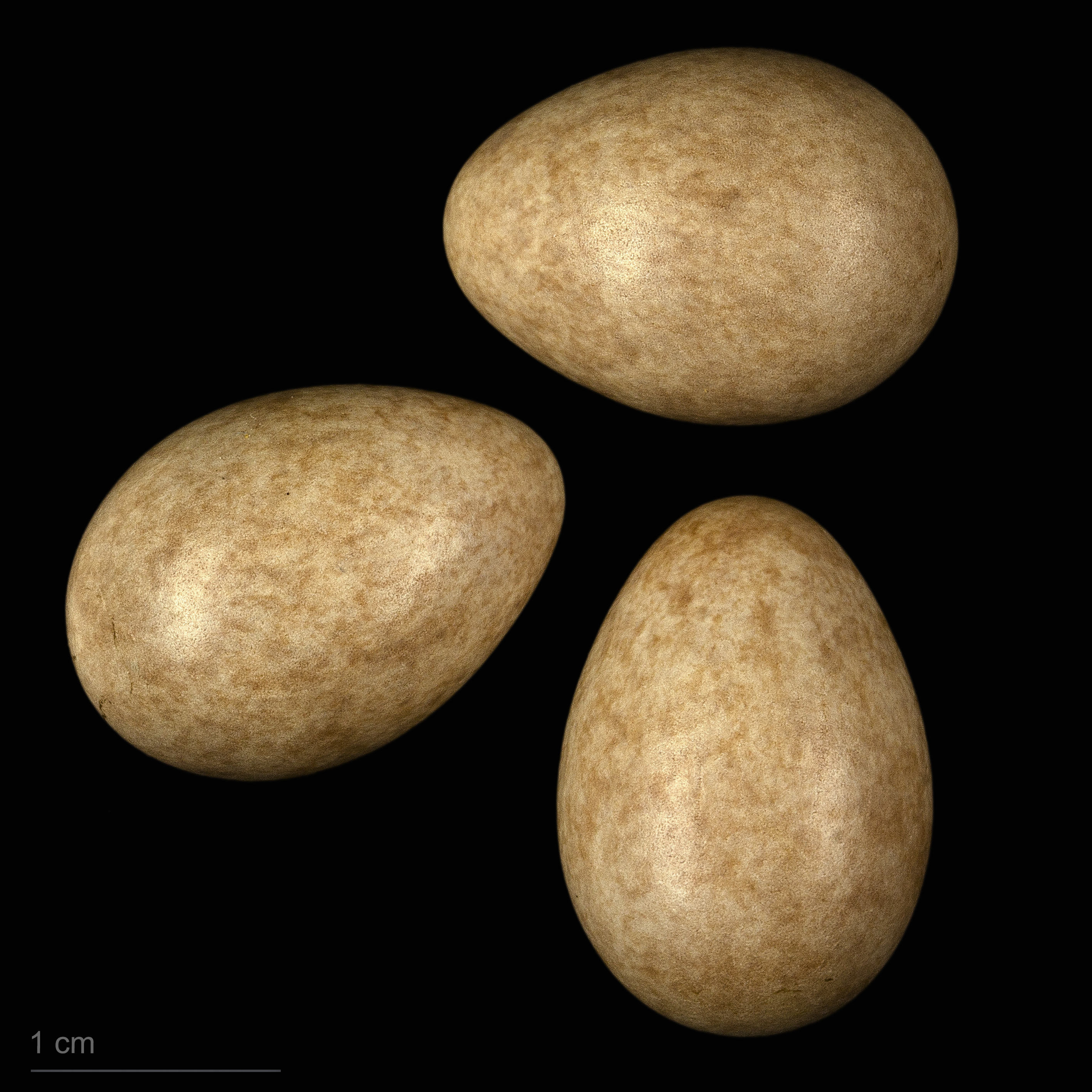
بيضة ذعرة الربيع

ذُعَرَة الربيع أو الفتَّاح أو القَوْبَع أو المِرطَيْزَة أو ذعرة رمادية يسمى أيضاً أبو فصادة رمادي أو صعوة[بحاجة لمصدر] (الاسم العلمي: Motacilla flava) (بالإنجليزية: Western Yellow Wagtail)‏ هو طائر ينتمي إلى طيور التمرة وأم عجلان (فصيلة: Motacillidae).
عرف بـ (صعوة) نسبة إلى صغر حجمها. طائر مهاجر عابر شائع ومنتشر في موسم الهجرة الشتوية والربيعية، يألف المناطق ذات الغطاء النباتي المروّي  المناطق الزراعية، والأراضي المكشوفة، وبالقرب من أماكن ذات السدود المائية.

## المشخصات
يصل طول الجسم إلى 16,5 سم تقريباً، يتميز الذكر عند التكاثر بأن السطح الظهري ومؤخرة الذيل أخضر زيتوني، ويغطي السطح البطني اللون الأخضر مع بياض في أطراف ريش الذيل، أما ريش رأس الطائر فيتميز تبعاً للنوع وغالباً يكون أصفر أو الزيتوني، حيث تتباين ألوان ريش رؤوس الذكور في الصيف:
- ذكر ذو الرأس الأزرق:  حيث يغطي اللون الأزرق الرمادي قمة الرأس ومؤخرة العنق والأذن، ويمتد اللون الأبيض أسفل المنقار، الذقن أبيض اللون، الزور أصفر اللون.
- ذكر ذو الرأس الأسود:  حيث يغطي اللون الأسود الرأس، والذقن أصفر اللون.
- ذكر ذو الرأس الرمادي:  حيث قمة الرأس ومؤخرة العنق رمادي اللون، وتغطي الأذن بلون الأسود، والذقن أبيض أو أصفر اللون، ويغطي اللون البني السطح الظهري للذكر والإناث في الشتاء، ويكون السطح البطني أفتح لوناً.

## التكاثر
يتكاثر في الفترة ما بين مايو إلى يوليو، وتضع الأنثى من 5 إلى 6 بيضات في أعشاش من النباتات في مخابئ على الأرض. ويلاحظ أن الصعوة والسلحوت يشابهان ف الشكل ولا يتشابهان في اللون.

## التغذية
يتغذى على الحشرات والديدان وهو يحرك ذيله باستمرار إلى أعلى وأسفل، أثناء التغذية.